# 偏西風

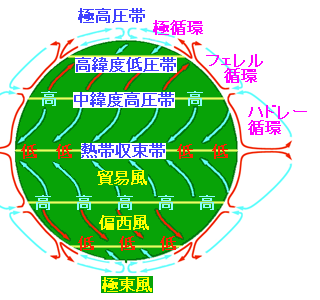
地球の大気循環と偏西風のモデル

偏西風（へんせいふう、英語: Westerlies）とは、広義には極を中心に西から東に吹く地球規模の帯状風をいい、成層圏や熱帯の上空にみられる西風も含む。
一般的には南北両半球の中緯度帯の対流圏を年間を通して吹く西風をいう。平均的に30度から65度の緯度帯にかけてみられる西から東に向かって流れる気流である。中緯度上空にみられるので中緯度偏西風（帯）ともよばれる。この気流は雲、航空機が上空で受ける追い風や向かい風などから存在を容易に認めることができる。

## 概要
偏西風は熱帯地域の加熱を中心とするハドレー循環と極地域の冷却を中心とする極循環の二つの子午面循環の間の層厚（温度差）の違いと、地球回転の影響（コリオリの力）により発生する。
南北両半球の回帰線付近の上層では、赤道側から極に向かう流れと赤道に向かう流れが収束し、下降気流となり高圧帯 （亜熱帯高圧帯）となっている。この亜熱帯高圧帯から高緯度側に偏西風、低緯度側に貿易風が吹き出している。偏西風は地球の自転の影響で北半球では南西偏西風、南半球では北西偏西風となる。
偏西風は高度とともに強くなり対流圏界面付近で風速が最大となり（温度風を参照）特に、風速の強い狭い区域、すなわちジェット気流とよばれる帯を形成する。
北半球では偏西風は冬に発達して平均風速が毎秒80 mにもなる。

## 偏西風波動
赤道と極の温度差が大きくなると偏西風は南北に蛇行するようになる（傾圧不安定）。この蛇行を偏西風波動という。この偏西風波動には、波長が10,000 km前後の超長波と3,000 - 8,000 km程度の長波、3,000 km程度以下の短波がある。

### 気候への影響
移動性の低気圧や高気圧は中緯度帯では一般に偏西風に流され西から東に移動する。偏西風は先述のように南北に蛇行する性質があり、北半球の場合、一般には最も北上したところが気圧の尾根、最も南下したところが気圧の谷に対応する。

### 偏西風の蛇行
偏西風の蛇行は短期予報や週間予報では高気圧や低気圧に関わる偏西風の蛇行（傾圧不安定波）のことを指すが、季節予報では1週間程度では消えない波長の長い現象のことをいう。さらに東西方向のスケールが長い場合、偏西風の南偏あるいは北偏と呼ぶことがある。
波長の長い持続的な偏西風の蛇行の例としては、2010年夏の後半に偏西風が中国大陸東部では南に、日本付近では北に蛇行し、その影響で日本では太平洋高気圧に覆われ続け記録的な高温となった例がある。

### 用語集
- 『地理用語集』山川出版社。

### 百科事典
- 『日本大百科全書（ニッポニカ）』小学館。
- 『国際大百科事典（ブリタニカ）』ブリタニカ・ジャパン。